# On Parole
On Parole — дебютный альбом английской хеви-метал-группы Motörhead, записанный в 1975 году, но изданный только в 1979 году, после того как группа стала известной.

## Обзор
On Parole — единственный альбом с оригинальным составом группы, состоящим из Лемми в качестве вокалиста и басиста, Ларри Уоллиса как гитариста и вокалиста и Лукаса Фокса в роли барабанщика. Во время записи первоначальный продюсер Дейв Эдмундс отказался от работы и был заменён Фрицем Фраером. Затем барабанщика Фокса поменяли на Фила Тейлора, знакомого Лемми, который подвозил его до студии. Тейлор переписал все треки Фокса, кроме «Lost Johnny», так как он был заключён под стражу из-за хулиганства в пьяном виде, когда записывали эту песню.
Три песни («Motorhead», «The Watcher» и «Lost Johnny») были перезаписями песен, которые Лемми написал для Hawkwind; «City Kids» была перезаписью песни Уоллиса, записанной вместе с Pink Fairies; «Leaving Here» была кавером на песню продюсерского трио Холланд — Дозье — Холланд, которую Лемми выучил во время работы у The Birds. «On Parole» была записана и издана Ларри Уоллисом на второй стороне сингла «Police Car» группы Eddie and the Hot Rods в 1977 году, после этого альбом записали для полноценного издания.
В то же время United Artists не были убеждены в коммерческой успешности альбома и отложили издание, несмотря на настойчивость группы. Фил Тэйлор вспоминал:

«Мы докучали UA каждый день вопросами: „Что вообще происходит? Когда выйдет альбом? Когда вы собираетесь устроить нам выступления? Как насчёт обещанной поддержки?“ Всё, что мы получали в ответ, был лишь трёп насчёт обложек, ну знаете, фотографии и всё такое. Когда мы вернулись из Рокфилда с записями, нам, конечно, сказали: „О, класс, фантастика“, — но в последующие недели были одни отговорки и прочий трёп».
Оригинальный текст (англ.)We used to shoot down to UA every day saying: 'What the fuck's happening? When's the album coming out? When are you gonna get us some gigs? What's happening about getting us an agency?' All we'd get was bullshit about the sleeve, you know, photographs and all that. When we got back from Rockfield with the masters, of course, we got the big: 'Oh, great, fantastic', but in the ensuing weeks it was just excuses and bullshit.

После коммерческого успеха альбомов Overkill и Bomber, UA заново оценили альбом и решили выпустить его в конце 1979 года, несмотря на недовольство группы. На официальном сайте группы этот альбом не вошёл в список полной дискографии.
Из-за первоначального отказа звукозаписывающей студии выпускать этот альбом Motörhead в новом составе (с Эдди Кларком в роли гитариста) перезаписали альбом в 1977 году почти полностью (кроме композиций «Fools» и «Leaving Here») для дебютного релиза Motörhead.

## Список композиций

### Сторона 1
1. «Motorhead» (Иэн «Лемми» Килмистер) — 2:57
2. «On Parole» (Ларри Уоллис) — 5:38
3. «Vibrator» (Уоллис, Дэс Браун) — 2:53
4. «Iron Horse/Born to Lose» (Фил Тейлор, Мик Браун, Гай «Бродяга» Лоуренс) — 5:17

### Сторона 2
1. «City Kids» (Уоллис, Дункан Сандерсон) — 3:43
2. «Fools» (Уоллис, Дэс Браун) — 5:35
3. «The Watcher» (Килмистер) — 4:50
4. «Leaving Here» (Holland/Dozier/Holland) — 2:56
5. «Lost Johnny» (Килмистер, Мик Фаррен) — 3:31

### Бонус-треки переизданий
1. «On Parole» (Уоллис) [Alternate Take] — 6:58
2. «City Kids» (Уоллис, Сандерсон) [Alternate Take] — 3:48
3. «Motorhead» (Килмистер) [Alternate Take] — 2:48
4. «Leaving Here» (Holland/Dozier/Holland) [Alternate Take] — 3:01

## Участники записи
- Иэн «Лемми» Килмистер — бас, вокал, бэк-вокал
- Ларри Уоллис — гитара, вокал («Vibrator», «Fools»), бэк-вокал
- Фил Тейлор — ударные
- Лукас Фокс — ударные («Lost Johnny»)

## Некоторые релизы
- 1979 — UK vinyl — United Artists Rockfile, LBR1004 — Чёрно-белые фотографии Лемми сделанные Джорджом Боднаром.
- 198? — UK vinyl — EMI/Liberty Fame, FA3009 — Цветная фотография Лемми на сцене.
- 1991 — USA CD — Cleopatra, CLEO-57212-2 — Чёрно-белая фотография Лемми, Уоллиса и Фокса в студии.
- 1997 — UK CD — EMI, 8 54794 2 — Чёрный логотип группы на белом фоне. Содержит бонусные композиции.
- 2000 — UK CD — EMI Gold, 8 54794 2 — Чёрно-белая фотография Лемми, Уоллиса и Фокса в студии. Содержит бонусные композиции.
- 2004 — UK CD — Disky, 901611 — Чёрно-белая фотография позирующего Лемми. Содержит бонусные композиции.